# Pizzo dell’Uomo (2685 m)
Der Pizzo dell’Uomo ist ein Berg im Gotthardmassiv.
Der Berg ist 2685 m ü. M. hoch und liegt westlich des Gotthardpasses beim Lago di Lucendro. Auf seinem Gipfel stossen die Gebiete der Gemeinden Realp (Kanton Uri) und Airolo (Kanton Tessin) zusammen.

## Nachweis
1. 1 2  Lage & Höhe bei «ortsnamen.ch».